# Patrick Conrad
Patrick Conrad (Wilrijk, 16 juli 1945) is een Vlaams dichter, scenarioschrijver, filmregisseur en schrijver van (misdaad)romans. Hij was met Nic van Bruggen medestichter van het Antwerpse dichtersgenootschap Pink Poets (1972-1982). Zijn werk werd vertaald naar o.a. het Engels, het Frans en het Duits. Naast de meer dan 20 romans die hij schreef, maakte hij ook 20 films voor televisie en bioscoop. Conrad is ook bekend als beeldend kunstenaar. Hij woonde dertig jaar afwisselend in Brazilië en (vooral) in Zuid Frankrijk en keerde in 2020 met zijn Braziliaanse echtgenote terug naar zijn geboortestad Antwerpen waar hij tot oktober 2023 werkzaam was.
Sindsdien verblijft hij  definitief in Porto Alegre,  Rio Grande do Sul, Brazilië.

## Stijl van zijn poëzie
Toen Patrick Conrad en dichter Nic van Bruggen op 22 november 1972 het intellectueel genootschap ‘Pink Poets’ in Antwerpen oprichtten was dit een manifest tegen het realisme, dat Gentse dichters rond tijdschrift Yang voorstonden. Ook speelde het verlangen mee om de stad na de roerige jaren zestig, met onder andere Ferre Grignard, in een tweede avant-gardegolf op te nemen. De roze kleur was geen kenmerk van homoseksuele geaardheid, maar stond voor een hip, elitair tintje, vergelijkbaar met de ‘fine-fleur‘ of ‘the very pink in the mode’. Tot de groep traden andere dichters toe, bijvoorbeeld Paul Snoek en Hugues C. Pernath. Corresponderende buitenleden, zoals cineast André Delvaux, sloten zich ook aan. De Pink Poets was een initiatief van de twee auteurs. Toen ze er weinig meer in zagen ontbonden ze de club na tien jaar met een eenvoudige persmededeling.
Ondanks de onderlinge verschillen in stijl zagen de Antwerpse dichters als Pernath, van Bruggen en Conrad zich als dandyeske stadsdichters, verbonden door een maniëristische, of decadentistische visie op het kunstenaarschap. Lid van de beweging, dichter, uitgever en tijdschriftredacteur, Henri-Floris Jespers, zag een Vlaams maniërisme en dandyisme, in de traditie van Paul Van Ostaijen en Maurice Gilliams. De gedichten van Conrad van de jaren zestig bestaan uit fragmenten van beelden, geconcentreerd als de aanslag van pianotonen, een kort impromptu, elegische schetsen van een gestileerde erotiek, met fin de siècle bedwelming :
In de glimmende stilte gevaarlijk de hitte / pas ontkleed
met de brede witte feutrinehoed de zwarte taftastrik / buigt ze een druppel en raakt
heel even maar bloedend een roos / de wachtende tepelkrater tussen / de gelakte nagels van
Het maniëristisch karakter, zag Conrad zelf eerder ‘in het verlengde van het estheticisme van de late romantici en symbolisten: erotiek, morbiditeit, melancholie en sublimatie.’ Grote woorden die niet verhinderden dat de vroege gedichten effectbejag en een maniertje leken te worden, waarbij de dichter in een zelf gekozen valkuil stapte van gekozen distantie en maniërisme. Zijn werk zou daarna een meer expressieve en intiemere poëzie zijn. Hij toont zich hier verwant met de Franse negentiende-eeuwse symbolistische dichter Stéphane Mallarmé, schrijver van onder meer het muzikale klankdicht L’ après-midi d’un faune. De suite van gedichten, 'De Cadillac van Mallarmé', heeft Conrad geënt op een formulering van deze auteur : ‘Het is het perfecte gebruik van dit geheim dat het symbool samenstelt : het beetje bij beetje oproepen van een voorwerp om een zielstoestand te tonen, of, andersom, het kiezen van een voorwerp en er de zielstoestand uit los te maken, door een serie ontcijferingen’. De gedichten zijn geen vertalingen van het collagebeeld dat er tegenover staat, wel delen ze eenzelfde grillige sfeer, van gay twenties, de Oorlog, verval en parodie, waarbij barokke vervreemding de overhand heeft. Over de maan schreef hij in de genoemde bundel :
Al gaf ze / net als dins, woens, vrij of zater / haar naam aan een dag of week,
al blijft ze tot vervelens toe / opkomen en ondergaan, zwellen en krimpen /
en de stromen als ze vol is uit hun bedding lokken,/ zonder de zon zou de maan niet bestaan.
De maan die sinds zij daarboven rondhangt / en met haar kop vol kraters zo onschuldig lijkt,
de waarheid en het sacrale, de durf en de twijfel / door elkaar wist te halen,
ze is geen bevallige bleke dame / die zich geeuwend achter de wolken verbergt
of ons toelacht in de nacht.
Wanneer ze afneemt maakt ze / de paarden in de polders blind./ Wanneer ze op maandagen als een wassen pop wast,/ blaffen de honden naar haar / en dolen maanzieke vrouwen met maskers /
in ruïnes rond op zoek / naar de man die hen uit de greep zal bevrijden.

## Werk

### Gedichtenbundels
- Cezar en Jezabel (1963)
- Ik lig in de dalai-lama (1964)
- Rose mon chameau (1965)
- Een pop van Patrick Conrad met Pola Negri in de rol van Eleonora (1966)
- Mercantile marine engineering (1967)
- Met sappho op de Sofa (1970)
- 11 Sad Songs for Edward Kienholz (1971)
- Life on stage (1973), verzameling van gedichten uit de periode 1963-1973.
- Continental Hotel of De duisternis der dingen loert (1975)
- Le déjeuner sur l'herbe (1975)
- Requiem (1975)
- La mort s'appelle bonsoir (1977)
- De vernieling (1985)
- De tranen van Mary Pickford (1991)
- Annalen (1998)
- AS- Verzamelde Gedichten 1963 - 2014 (2015)
- De Cadillac van Mallarmé (2016)
- Een bloedloze zondag (2020)
- En de bomen... (2020)
- Oude, koude nachten – Memoires in 100 gedichten (2022)
- De zwarte zangen (2023)

### Romans, essays en kortverhalen
- De kleine dood van Kasper Q. (roman) (1971)
- Allegria! Allegria! (kortverhalen) (1972)
- Hugues C. Pernath (essay)(1976)
- Slachtvee, romanbewerking van een film (1980) – met Walter Soethoudt
- Roxy's Roxane (geïllustreerd script) (1981)
- Ba! (roman) (1993)
- Limousine (thriller) (1994)
- Louisiana (thriller) (1996)
- Luwte (thriller) (1998)
- Op de Franse duinen (thriller) (1998)
- Good morning, Hoboken (thriller) (1999)
- Cargo (thriller) (2000)
- De Aap van God (thriller) (2001)
- Starr (thriller) (2006)
- Leven en werk van Marcel Van Acker (roman) (2009)
- Perdida's droom (roman noir) (2010)
- Getande raadsels (essay over Hugo Claus) (2009)
- De Geur van de Maan (roman noir) (2012)
- Tango Assassino (roman noir) (2013)
- Walker (roman noir) (2014)
- Moço (roman noir) (2015)
- Residentie van Artevelde (roman noir) (2017)
- Diep in December (roman noir) (2018)
- Good night, Charlie... (roman noir) (2019)
- De verdwijningen (roman noir) (2021)
- Antwerp Empire Palace (roman noir) ( 2023)
- Anders (roman noir) (2024)
- Studio Czamansky (roman noir) 2025

### Individuele tentoonstellingen
- 1964 Galerie Kunstkamer, Antwerpen
- 1969 Théâtre de l'Esprit Frappeur, Brussel
- 1969 Galerie V.E.C.U, Antwerpen
- 1970 Galerie Margaretha de Bouvé, Assenede
- 1970 Galerie V.E.C.U., antwerpen
- 1972 Galerie Elysée, Brussel
- 1974 Galerie Spectrum, Antwerpen
- 1974 Galerie Kashyama, Kyoto
- 1975 Estro armonico, Antwerpen
- 1975 Galerie V.E.C.U., Antwerpen
- 1975 Galerie Kashyama, Kyoto
- 1976 Museum voor Schone Kunsten (retrospectieve), Antwerpen
- 1977 Galerie Spectrum, Antwerpen
- 1989 Galerie Vandevijver, Zwijndrecht
- 1990 Galerie Vandercam, Antwerpen
- 1991 Galerie De Zwarte Panter, Antwerpen
- 1992 Galerie Van der Planken, Antwerpen
- 1999 Galerie Waterfront, Gent
- 2000 Galerie Le Mourre, Oppède-le-Vieux
- 2004 Galerie Santarelli, Lès Vignères
- 2004 Galerie Christine Gruller, Courchevel
- 2005 galerie Alauda, Céreste
- 2005 Museum Elzenveld (retrospectieve), Antwerpen
- 2010 Galerie Pascal Lainé, Ménerbes
- 2012 Galerie Pascal Lainé, Ménerbes
- 2014 Galerie Jan Dhaese, Gent
- 2014 Galerie Montesquieux, Bonnieux
- 2014 Galerie Martin van Blerk, Antwerpen
- 2015 Galerie Martin van Blerk, Antwerpen
- 2015 Antiquariaat De Slegte, Antwerpen
- 2016 Galerie Jan Dhaese, Gent
- 2017 Antiquariaat De Slegte, Antwerpen
- 2018 Galerie Jan Dhaese, Gent
- 2020 Galerie Out of a Box, V.A.T., Antwerpen
- 2020 Galerie Verbeeck-Van Dyck, Antwerpen
- 2020-2021 Verbeke Foundation, Kemzeke (retrospectieve collages)
- 2022 Galerie Verbeeck - Van Dyck, Eilandje -Antwerpen
- 2022 Galerie Verbeeck-Van Dyck 1, Antwerpen (monografie grafisch werk 1963-2022)
- 2022 Galerie Verbeeck-Van Dyck 2, Antwerpen (Pink Poet 50 jaar)
- 2024 Galerie Verbeeck-Van Dyck 1&2 ‘een pantheon 2’
- 2025 museu do Arte de Porto Alegre (Brasil) 100 werken op papier.
- 2025 galerie Verbeeck- Van Dyck ‘Braziliaanse Beelden’.

### Geregisseerde films (selectie)
- Les wagons verts-réséda (1967)
- Slijk (1971)
- Slachtvee (1980)
- Ieder mens die sterft is een museum dat brandt (1982)
- Parlez-moi d'amour (1983)
- Dada Tristesse (1985)
- Permeke (1985)
- Mascara (1987)
- Innocent when you dream (1988)
- Thesis, antithesis, Synthesis (1990)
- Omtrent Walschap (1991)
- Vlaanderen aan de Hudson (1992)

## Prijzen